# 国際移動通信衛星機構
国際移動通信衛星機構（こくさいいどうつうしんえいせいきこう、IMSO：International Mobile Satellite Organization）は、1979年に設立された国際機関である。

## 概要
海上の安全確保のための通信衛星による移動体通信の提供を目的として、1979年に設立された。設立時の名称は国際海事衛星機構（INMARSAT（インマルサット）：International Maritime Satellite Organization）であったが、提供する移動体通信が航空通信及び陸上移動通信にも利用されるようになったことを踏まえて、1994年12月に現在の名称に改名した。
1999年4月には、民間衛星通信事業者の参入等を踏まえ、競争激化に対応するために、事業部分が分離されて民間会社であるインマルサット（Inmarsat plc、IMSOの旧略称と同名である）に移管された。この結果、IMSOは海上における遭難及び安全に関する世界的な制度（GMDSS: Global Maritime Distress and Safety System）の監督などを行う機関となっている。なお、インマルサットの商標権（日本の商標登録番号は第4117102号）はIMSOに残っている。

## 歴史
- 1979年 - 国際海事衛星機構に関する条約が作成され、同条約に基づいて国際海事衛星機構が設立された。
- 1982年 - 米国企業が1976年に打ち上げたマリサット（Marisat）3基を引き継ぎ、インマルサット・システムの運用が開始された。
- 1994年12月 - インマルサット・システムが航空通信及び陸上移動通信にも利用されるようになったことを踏まえ、機関の名称を国際移動通信衛星機構に変更する条約改正が採択された。
- 1998年4月 - 事業部分を民間会社に移管し、IMSOは監督業務を行うことを内容とする機構改革のための条約改正が採択された。同時に、本改正は正式な発効を待たずに、1999年4月15日に実施することが合意された。
- 1999年4月 - 事業部門が民間会社に分離され、インマルサット（Inmarsat plc）となった。
- 2001年7月31日 - 1998年改正が正式発効。

## 加盟国
加盟国は93か国（2009年9月現在）。日本は設立当初からの加盟国である。